# مینکوفسکی (دهانه)
مینکوفسکی یک دهانه برخوردی در ماه‌ است.

## دهانه‌های اقماری
این دهانه ۱ دهانه اقماری دارد.
| Minkowski | عرض جغرافیایی | طول جغرافیایی | قطر          |
| --------- | ------------- | ------------- | ------------ |
| S         | ۵۶.۱° S       | ۱۴۵.۶° W      | ۱۳.۰ کیلومتر |